# Grzegorz Skurski
Grzegorz Skurski (ur. 23 lutego 1939 w Warszawie, zm. 4 maja 2009) – polski aktor telewizyjny i teatralny, a także reżyser, scenarzysta, realizator oraz producent.

## Życiorys
Od 1968 roku był związany z Wytwórnią Filmów Dokumentalnych w Warszawie. Wykładał w szkole dziennikarskiej im. Melchiora Wańkowicza w Warszawie. Był twórcą książek: Sznur, Podłe życie handlarza okien i Refleksje w korku. Jeździł taksówką, a także był pracownikiem wytwórni materiałów budowlanych. Także się kształcił w kierunku zootechniki, polonistyki, prawa, anglistyki.

## Spektakle telewizyjne[2]
- 1980: Kodeks starszego Pana – technik (reż. Krzysztof Tchórzewski) (premiera 19 czerwca 1980)
- 1982: Linie życia (reż i adaptacja on sam) (premiera 17 maja 1982)

- 1983: Długie pożegnanie – Randy Starr (odc.2) (reż. Stefan Szlachtycz) (premiera 17 lutego 1983)
- 1983: Pożądanie w cieniu wiązów (reż. on sam) (premiera 26 września 1983)
- 2008: Prezent dla towarzysza Edwarda G. – montażysta (reż. Janusz Dymek) (premiera 27 kwietnia 2009)

## Spektakle teatralne[2]
- 1994: Usta przewrotne (reż. on sam) (premiera 16 grudnia 1994)
- 1996: Kochanka (reż. on sam) (premiera 26 kwietnia 1996)
- 1997: Lustro (reż. on sam) (premiera 25 października 1997)
- 2006: Błękitny Anioł ze Szmulek (reż. on sam) (premiera 24 października 2006)

## Spektakle radiowe[2]
- 1987: Wyjście (reż. on sam) (premiera 5 grudnia 1987)
- 1989: Tylko chłód (reż. on sam) (premiera 16 kwietnia 1989)
- 1991: Dziwna sprawa (reż. on sam) (premiera 20 stycznia 1991)
- 1993: Balerina (reż. on sam) (premiera 7 marca 1993)
- 1995: A kobiety kochają (reż. on sam) (premiera 7 kwietnia 1995)
- 1999: Jesienny romans, czyli seks wiara i nadzieja (reż. on sam) (premiera 14 lutego 1999)

## Muzyka[2]
- A kobiety kochają
- Balerina
- Dziwna sprawa
- Jesienny romans, czyli seks wiara i nadzieja
- Kochanka
- Linie życia
- Lustro
- Wyjście

## Współpraca[3]
- 1971: Losy zamku... losy kraju
- 1971: Godzina 11:15
- 1973: Leon Wójcikowski
- 1976: Film nr 1650

## II Reżyser[3]
- 1972: Rewizja osobista

## Współpraca reżyserska[3]
- 1969: Koncert na 707 ulic
- 1971: Przed rajdem
- 1973: Krystyna M.
- 1975: Pierwsza licealna
- 1975: Motyw
- 1976: Szkic etnograficzny
- 1977: Lato w Żabnie

## Realizator[3]
- 1977: Gdyby ryby mogły mówić (a także scenariusz)
- 1978: Tam i z powrotem
- 1979: Na Pradze
- 1980: Puls 220
- 1980: Ballada "romantyczność"
- 1985: Droga do szkoły
- 1993: Góralu czy ci nie żal...
- 2001: Kromka chleba
- 2003: Po górach, dolinach...
- 2005: Zwyczajny dzień (a także scenariusz)
- 2007: Zawód operator

## Producent[3]
- 2005: Aktorka (a także reżyseria i zdjęcia)
- 2009: Rytm życia (a także reżyseria i scenariusz)

## Scenariusz[3]
- 1976: Polski Fiat 125p
- 1977: Klub pod bazarem (a także reżyseria)
- 1978: Aktorka (a także reżyseria)
- 1979: Podejście (a także reżyseria)
- 1981: Zderzenie (a także reżyseria)
- 1987: Rodzice i dzieci (a także reżyseria)
- 1988: S.O.S (a także reżyseria)
- 1988: Marcin (a także reżyseria)
- 1996: Malarka (a także reżyseria)
- 1996: Kochankowie z Morąga (a także reżyseria)
- 1998: Prawdziwa historia (a także reżyseria)
- 2000: Historia Leokadii J. (a także reżyseria)
- 2003: Chleb (a także reżyseria)
- 2005: Zwyczajny dzień (a także reżyseria)
- 2005: Egzamin z życia (odc.21,22, 26)

## Reżyser[3]
- 1975: Inwentarz
- 1976: Rzep
- 1976: Praca
- 1979: Nie tylko sport
- 1980: Unitra-Polcolor
- 1986: Rykowisko
- 1987: Wieś Godki 1986
- 1997: Stan świadomości

## Filmografia
- 1966: Przechodnie
- 1975: Bracia Rico
- 1976: Człowiek z marmuru – kierowca i oświetlacz Agnieszki
- 1978: Co mi zrobisz jak mnie złapiesz? – kierowca taksówki, który chciałby jeździć "na taksówce" w Nowym Jorku
- 1981: Dreszcze – sąsiad
- 1991: Głos
- 1992: Białe małżeństwo – operator legionistów
- 1993: Uprowadzenie Agaty – bezdomny
- 1997: Prostytutki – klient "Maud"
- 1997: Boża podszewka – włóczęga (odc.10)
- 1999: Złotopolscy – komornik (odc.159,164)
- 1999: Wszystkie pieniądze świata – garbus
- 1999: 4 w 1 – policjant
- 2010: Fenomen – dźwiękowiec Grzegorz

## Nagrody[3][2]
- 1978: Kraków – XVIII Ogólnopolski Festiwal Filmów Krótkometrażowych – Nagroda Klubu Krytyki Filmowej SDP "Syrenka Warszawska" dla filmu "Tam i z powrotem"
- 1978: Rzeszów – Przegląd Filmów Krótkometrażowych – Wyróżnienie dla filmu "Tam i z powrotem"
- 1978: Lublin – Międzynarodowe Forum Filmowe "Człowiek-Praca-Twórczość" – III Nagroda "Brązowy Medal" za film "Tam i z powrotem"
- 1979: Lublin – Międzynarodowe Forum Filmowe "Człowiek-Praca-Twórczość" – Grand Prix za film krótkometrażowy "Aktorka"
- 1980: Kraków – XX Ogólnopolski Festiwal Filmów Krótkometrażowych – Nagroda Specjalna – Srebrny Lajkonik dla filmów: "Puls 220" i "Ballada Romantyczność " oraz Nagroda Klubu Krytyki Filmowej SDP "Syrenka Warszawska"
- 1980: Tarnów – I Festiwal Filmów Sportowych – Nagroda Komitetu ds. Radia i Telewizji "Polskie Radio i Telewizja" za walory publicystyczne dla filmu "Puls 220"
- 1982: Koszalin – X Koszalińskie Spotkania Filmowe "Młodzi i film" – Jantar za najlepszy debiut średniometrażowy za film "Zderzenie"
- 1987: Puławy – FFRolniczych – "Brązowy Kłos" za film "Droga do szkoły"
- 1997: Poznań – Konkurs Dramaturgiczny Tespis'97 – nagroda Srebrnego Mikrofonu Radia Merkury w kategorii monodram – za tekst "Lustra", nagroda w kategorii sztuk dramatycznych za tekst "Sceny miłosne"
- 2002: Kielce – Ogólnopolski Niezależny Przegląd Form Dokumentalnych "Nurt" – nagroda Ministra Kultury dla filmu "Krótka historia o zabijaniu w jednym ujęciu"
- 2003: Warszawa – I Warszawski Festiwal Filmów o Tematyce Żydowskiej – wyróżnienie dla filmu "Chleb"
- 2009: Kielce – XV Ogólnopolski Niezależny Przegląd Form Dokumentalnych "Nurt" – Nagroda Specjalna Dyrektora Artystycznego "Nurt" Krzysztofa Miklaszewskiego za film "Rytm życia"

## Życie prywatne
Był ojcem polskiego malarza, rzeźbiarza i artysty audiowizualnego Pawła Skurskiego oraz mężem Barbary Minkiewicz.